# Fraisenkette

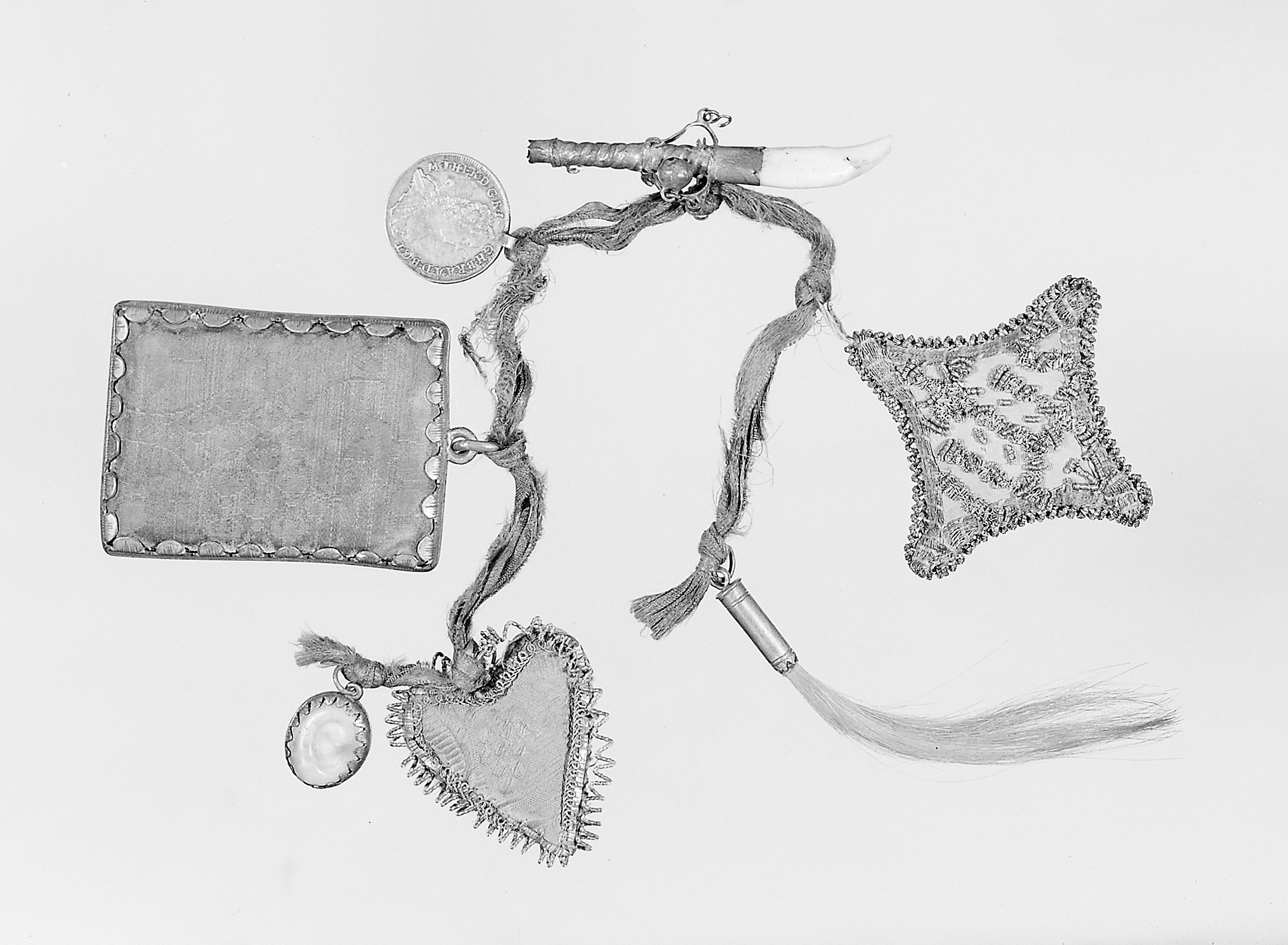
Fraiskette

Die Fraisenkette (auch Fraiskette) ist ein Schutzamulett. Es besteht aus einem Seidenband oder einer roten Schnur, auf der mehrere Amulette und Segenszeichen aufgereiht sind. Sie wurde vor allem kleinen Kindern umgehängt und noch bis ins 19. Jahrhundert verwendet. Der Ausdruck „Fraisen“ ist eine historische Bezeichnung für Epilepsie oder Krampfanfälle. Letztere wurden oft durch den Verzehr von Brot aus mit dem Mutterkornpilz befallenen Getreide verursacht.

## Einzelamulette
An der Fraisenkette hing eine meist ungerade Anzahl von Einzelamuletten. Die große Anzahl der Amulette hängt mit dem Glauben zusammen, es gäbe 77 oder 99 verschiedene Arten des „Fiebers“. Dazu zählen die Fraisensteine, kleine Tonplättchen mit einem Bild der Dreifaltigkeit in der Form des Gnadenstuhls vom Sonntagberg. Man schabte davon etwas Material ab und nahm es als Medizin ein. Oft findet man auch Schutzzettel, sogenannte Fraisenbriefe, die die vier wichtigsten Segensformeln kombinieren: Benediktussegen, Agathensegen, Zachariassegen und Dreikönigssegen.
Des Weiteren wurden unter anderem Franziskuspfennige, Kümmerer (verkümmertes Rehgeweih), Lochsteine (Steine mit natürlichem Loch, zur Hexenabwehr), Marienmedaillen, Bocksbärte sowie Wolfszähne als Amulette verwendet.

## Verwandte Objekte
Ebenfalls gegen die Fraisen eingesetzt wurden folgende Objekte:
Fraisenhäubchen: Sie bestehen aus vier zusammengenähten, keilförmigen Seiden- oder Leinenstücken, auf denen diverse religiöse Motive abgebildet waren und die vom Kranken auf dem Kopf getragen wurden. Man legte sie aber auch kreißenden Frauen oder Kindern bei der Taufe an, oder legte sie unter das Kissen von Kindern. Fraisenhäubchen wurden seit dem 17. Jahrhundert an vielen Klöstern und Wallfahrtsstätten verkauft.
Fraisenhemdchen: Diese kleinen Hemden sind mit dem Gnadenbild von Maria Loretto in Salzburg, dem Bild vom „Heiligen Haus von Nazareth“ und anderen Heiligenbildern bedruckt oder bestickt. Auch sie wurden kleinen Kindern zur Fraisenprophylaxe oder -heilung untergelegt.
Fraisenschlüssel: An diesem Schlüssel, den man an Fraisen leidenden Kindern in die Hand gab, sind oft drei Ringe befestigt. Der Ursprung dieses Amuletts liegt im Stift Rein bei Graz.
Fraisbetter: Eine Kette aus den Wirbelknochen von Nattern oder den Samen der Pflanze Hiobsträne (Coix Lachrima), unter den Kopf des Kranken gelegt, sollte diesen heilen.

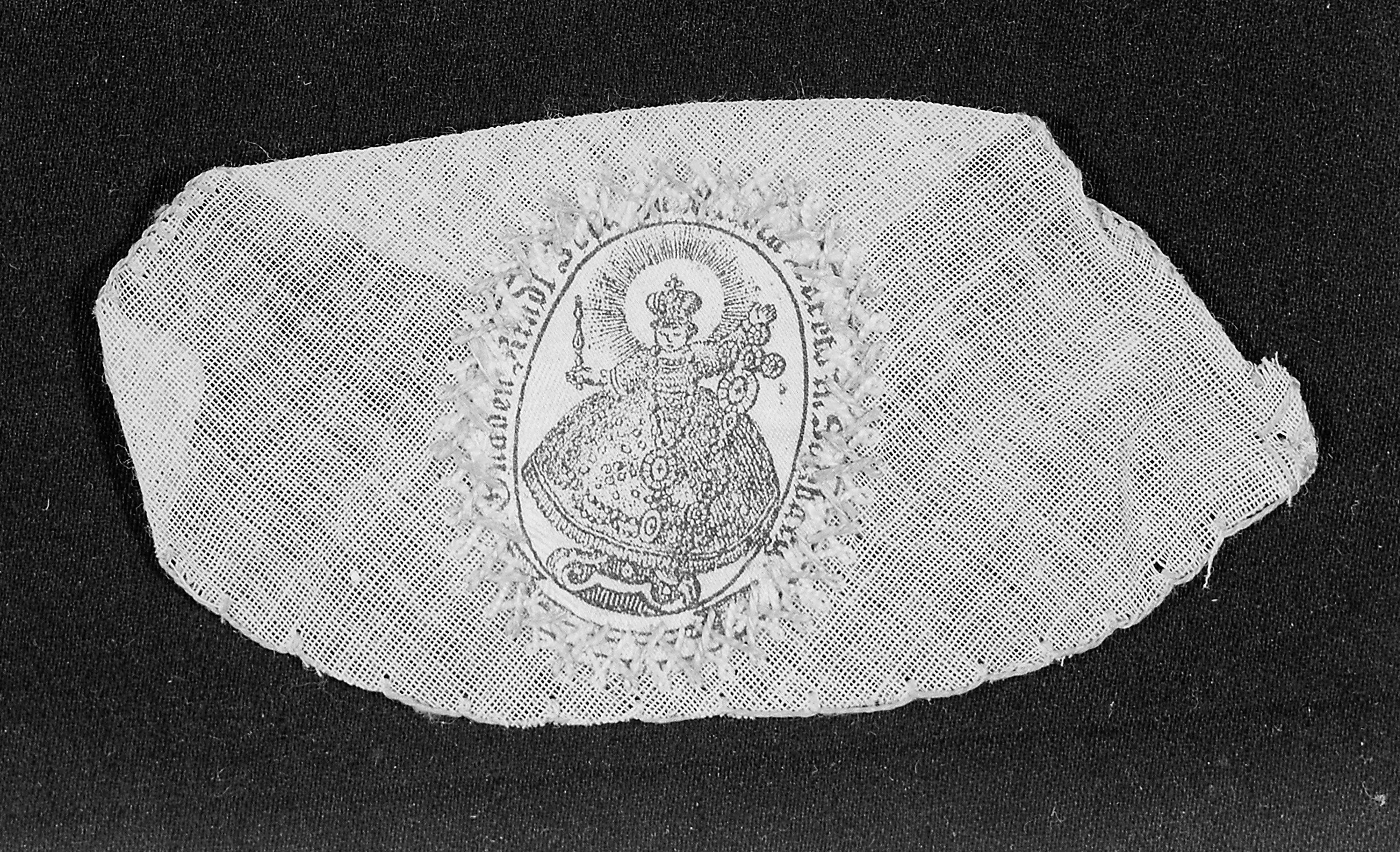
Fraisenhemdchen oder Lorettohemdchen
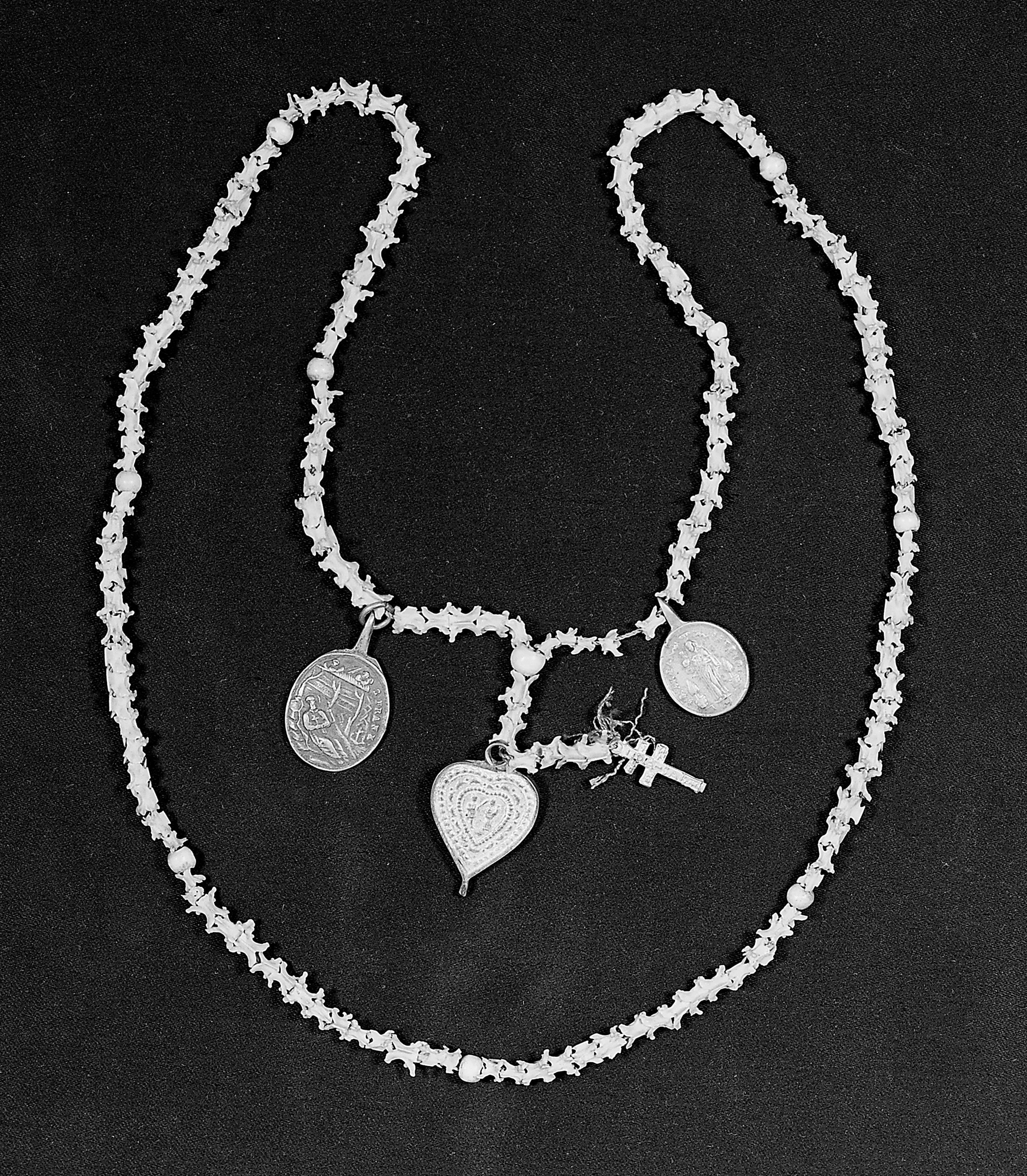
Kette aus den Wirbelknochen einer Schlange